# 弗热尔
弗热尔（法語：Feugères，法語發音：[føʒɛʁ]）是法国芒什省的一个市镇，属于库唐斯区。

## 地理
弗热尔（49°9'4"N, 1°19'13"W）面积8.31 平方千米，位于法国诺曼底大区芒什省，该省份为法国西北部沿海省份，西、北、东北三面环大西洋，东起顺时针与卡爾瓦多斯省、奧恩省、马耶讷省和伊勒-维莱讷省接壤。
与弗热尔接壤的市镇（或旧市镇、城区）包括：欧特维尔拉吉沙尔、马尔谢雪、蒙屈、圣马丹多比尼、圣索沃尔维拉日、勒米伊莱马赖、马里尼勒洛宗。

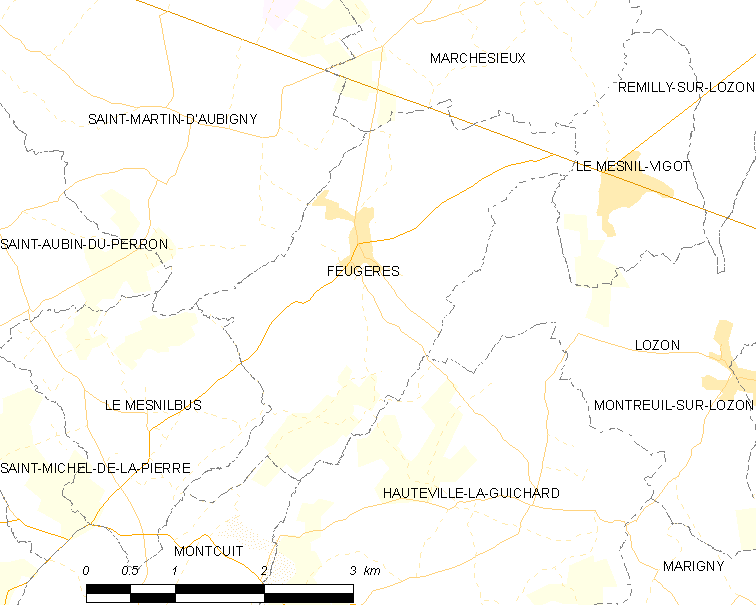
弗热尔的OSM定位图

弗热尔的时区为UTC+01:00、UTC+02:00（夏令时）。

## 行政
弗热尔的邮政编码为50190，INSEE市镇编码为50181。

## 政治
弗热尔所属的省级选区为阿贡-库坦维尔县。

## 人口

1962-2008年间弗热尔人口变化图示

弗热尔于2022年1月1日时的人口数量为353人。